# Asman
Asman és el nom en avèstic i pahlavi de la divinitat zoroàstrica hipòstasi del cel.
Asman és el "cel més alt", i es distingeix del firmament (thwasha), el qual és més proper a la terra.
El dia número 27 del calendari zoroàstric li està dedicat.